# Mikalayi
Mikalayi ou Saint Joseph Mikalayi est une localité située à 36 kilomètres au sud-ouest de la ville de Kananga sur le territoire de Kazumba dans le Kasaï-Occidental en république démocratique du Congo.
La localité est le siège d'une mission catholique et de sa cathédrale Saint Joseph Mikalayi. C'est à Mikalayi qu'a lieu la première installation des missionnaires catholiques dans le Kasaï, en 1891, à l'époque de l'État indépendant du Congo. Elle a été fondée par des missionnaires scheutistes, dont le R.P. Cambier. La cathédrale dépend de l'archidiocèse de Kananga,.
Mikalayi est le lieu de naissance du guitariste, compositeur, un des pionniers du soukous, Nicolas Kasanda wa Mikalyi, alias Docteur Nico (1939-1985). Il est né le 7 juillet 1939 à la mission de Mikalayi. C'est le cas aussi pour Elisabeth Mudimbe-Boyi, qui, après une carrière d'enseignante à l'université de Stanford, réveillera les souvenirs familiaux, notamment celui du rôle de cette mission dans la "modernité congolaise".